# 아라크네의 비밀
《아라크네의 비밀》(영어: Arachnophobia)은 미국에서 제작된 1990년 코미디 공포 영화이다. 프랭크 마셜의 감독 데뷔작이다. 제프 대니얼스, 존 굿맨 등이 출연하였고, 캐슬린 케네디 등이 제작에 참여하였다.
1991년 제17회 새턴상에서 공포 영화 부문 작품상을 수상하였으며, 제프 대니얼스가 남우주연상을 받았다.

## 줄거리
곤충학자 제임스 애서턴 박사가 중심이 된 과학 탐험대는 베네수엘라 아마존 분지 밀림 테푸이에서 다양한 종을 채집한다. 도중 기원이 선사 시대까지 거슬러 올라가는 수컷 독거미 한 마리가 몰래 탈출하여 야외 작업 과정을 찍는 일을 의뢰받은 자연사진가를 문다. 독액이 퍼져 뇌전증 발작을 일으키면서 사진가는 급사한다.
이 사진가의 관에 숨어든 거미는 미국으로 건너와 사진가의 고향인 캘리포니아 커나이마에 자리를 잡는다. 이어 이 동네로 막 이사를 온 가정의학과 의사 로스의 헛간에서 암컷 집가게거미와 교미한다. 이렇게 형성된 자손들은 24시간 어디에서나 출몰하며 마을 주민들을 깨물어 죽이기 시작한다.
극심한 거미 공포증에 시달리는 로스는 이 마을, 나아가 전 지구를 구하기 위해 용기를 낸다.

## 출연
- 제프 대니얼스 - 로스 제닝스 의사 역
- 할리 제인 코잭 - 몰리 제닝스, 아내 역
- 존 굿맨 - 델버트 매클린톡, 해충구제업자 역
- 줄리언 샌즈 - 제임스 애서턴 박사 역
- 브라이언 맥너마라 - 크리스 콜린스 역
- 제임스 핸디 - 밀트 브리그스 역
- 피터 제이슨 - 헨리 비치우드 역
- 헨리 존스 - 샘 멧캐프 의사 역
- 프랜시스 베이 - 에벌린 멧캐프 역
- 마크 L. 테일러 - 제리 맨리 역
- 로이 브록스미스 - 어브 켄들 역
- 캐시 키니 - 블레어 켄들 역
- 스튜어트 팬킨 - 로이드 파슨스 보안관 역
- 메리 카버 - 마거릿 홀린스 역
- 개럿 래틀리프 헨슨 - 토미 제닝스 역
- 말린 캐츠 - 셸리 제닝스 역

## 제작
스티븐 스필버그가 총괄 제작으로 참여하였다. 이 영화를 연출한 프랭크 마셜은 스필버그의 초기작 여러 편을 제작하였다.

## 기타 제작진
- 총괄 제작: 스티븐 스필버그, 프랭크 마셜
- 공동 제작: 돈 저코비
- 공동 총괄 제작: 테드 필드, 로버트 W. 코트
- 배역: 마이크 펜턴, 밸러리 머살러스, 주디 테일러
- 미술: 제임스 비슬

## 이모저모
- 이 영화 출연진 목록에 올라와있는 브랜디는 브랜디 노우드가 아니라 이 영화 외엔 출연작이 없는 동명이인이다.